# Wapen van Rijsenburg

Het wapen van Rijsenburg

Het wapen van Rijsenburg is officieel nooit aan de Utrechtse gemeente Rijsenburg toegekend. De gemeente gebruikte het wapen van de gelijknamige ambachtsheerlijkheid. De gemeente gebruikte het wapen tot 1931. Dat jaar ging de gemeente Rijsenburg op in de fusiegemeente Driebergen-Rijsenburg. De nieuwe gemeente nam het wapen geheel in aangepaste vorm op in het tweede deel van het nieuwe gemeentewapen. 

## Blazoenering
De blazoenering van het wapen luidde als volgt:
In keel een van onderen in 3 stukken gebasilleerd schildhoofd van goud.
Het wapen bestaat uit een rood schild met een gouden schildhoofd. Dit schildhoofd heeft drie T-vormige kantelen die uit het rode deel van het schild komen.

## Geschiedenis
De gemeente voerde zelf geen wapen, maar maakte gebruik van het wapen van de ambachtsheerlijkheid Rijsenburg. Dat wapen is op 30 september 1818 door de Hoge Raad van Adel aan de heerlijkheid toegekend. Het wapen is gelijk aan het wapen van de heren Van Rijswijk, heren van onder andere Slot te Rijswijk. De heren zouden ook gezegeld hebben met het wapen van Zeist.

## Overeenkomstige wapens

Het wapen van Driebergen-Rijsenburg
Het wapen van Utrechtse Heuvelrug
Het wapen van Zeist